# 802 Epyaxa
802 Epyaxa
802 Epyaxa là một tiểu hành tinh ở vành đai chính, thuộc nhóm tiểu hành tinh Flora. Nó được xếp loại tiểu hành tinh kiểu S, có bề mặt sáng.
Tiểu hành tinh này do Max Wolf phát hiện ngày 20.3.1915 ở Heidelberg, và được đặt theo tên Epyaxa, vợ của Syennesis, vua xứ Cilicia (vùng Tiểu Á thời cổ).